# 埼玉県大学・短期大学図書館協議会
埼玉県大学・短期大学図書館協議会（さいたまけんだいがく・たんきだいがくとしょかんきょうぎかい）とは、埼玉県内の大学・短期大学図書館47機関が加盟し、図書館間の相互協力や共同企画、図書館関係者の人事交流や研修を行っている団体。1988年に発足した。

## 加盟図書館

### 国公立大学
- 埼玉大学図書館
- 埼玉県立大学情報センター

### 私立大学
- 秋草学園短期大学図書館
- 跡見学園女子大学新座図書館
- 浦和大学・短期大学図書・情報センター
- 共栄大学・共栄学園短期大学図書館
- 国際学院埼玉短期大学付属図書館
- 国立女性教育会館　女性教育情報センター
- 埼玉医科大学附属図書館
- 埼玉学園大学・川口短期大学 情報メディアセンター
- 埼玉工業大学図書館
- 埼玉純真短期大学図書館
- 埼玉女子短期大学図書館
- 埼玉東萌短期大学附属図書館
- 芝浦工業大学大宮図書館
- 十文字学園女子大学図書館
- 淑徳大学みずほ台図書館
- 城西大学 水田記念図書館
- 尚美学園大学メディアセンター
- 女子栄養大学図書館
- 駿河台大学メディアセンター
- 聖学院大学総合図書館
- 西武文理大学図書館
- 大正大学図書館埼玉分館
- 大東文化大学図書館
- 東京国際大学金子泰蔵記念図書館
- 東京電機大学総合メディアセンター・鳩山サテライトセンター
- 東京理科大学久喜図書館
- 東邦音楽大学図書館
- 東洋大学附属図書館川越図書館
- 獨協大学図書館
- 日本医療科学大学図書館
- 日本工業大学　LCセンター（図書館）
- 人間総合科学大学図書館
- 文京学院大学ふじみ野図書館
- 文教大学越谷図書館
- 平成国際大学図書館
- 武蔵丘短期大学図書館
- 武蔵野音楽大学入間校舎図書館
- 武蔵野学院大学図書館
- 明海大学歯学部メディアセンター（図書館）
- 目白大学岩槻図書館
- ものつくり大学図書情報センター
- 山村学園短期大学図書館
- 立教大学新座図書館
- 立正大学情報メディアセンター（熊谷図書館）
- 早稲田大学所沢図書館